# Rhodosphaera
Rhodosphaera é um género botânico pertencente à família Anacardiaceae.
1. ↑  «Rhodosphaera — World Flora Online». www.worldfloraonline.org. Consultado em 19 de agosto de 2020